# Жан-Віктор Маєрс
Жан-Віктор Маєрс (фр. Jean-Victor Meyers; народився 29 квітня 1986 в Неї-сюр-Сен) — французький бізнесмен, старший син Франсуази Беттанкур Маєрс і Жана-П'єра Маєрса, онук Ліліан і Андре Бетанкур, і правнук Ежена Шуллера, засновника L'Oréal.
Член ради директорів L'Oréal. Також він є співзасновником Exemplaire, компанії, що виробляє модні та шкіряні вироби.

## Навчання
Після курсів у двомовній активній школі Жанін-Мануель він отримав ступінь з економіки та управління бізнесом в Університеті Нантерра, а потім у Сполучених Штатах пройшов курс «загальний бізнес» у Каліфорнійському університеті у Лос-Анджелесі (UCLA) та фінансові курси в Нью-Йоркському університеті.
Закінчив цикл прискореного менеджменту у Вищому інституті менеджменту (ISG), він пройшов літню практику у Французькому Червоному Хресті в 2006 році, тренінг з управління приватним капіталом у Goldman Sachs у Лондоні та стажування в бутику Louis Vuitton на авеню Монтень у Парижі.

## L'Oréal
Жан-Віктор був обраний директором L'Oréal після загальних зборів 17 квітня 2012 року замість своєї бабусі Ліліан Беттанкур, над якою він забезпечує опіку (разом зі своєю матір'ю та братом).

## Exemplaire
Жан-Віктор Маєрс створив компанію Exemplaire у лютому 2012 році разом зі своїм другом дитинства Луїсом Лебуатом. Компанія, спеціалізується на виробництві кашемірового одягу, шкіргалантереї та аксесуарів для чоловіків.

## Особисте життя

### Сім'я
Через свою матір він є онуком Андре Бетанкура (1919—2007), політика, який декілька разів був міністром при Шарлі де Голлі та Помпіду, та його дружини Ліліан (1922—2017), єдиної дочки та спадкоємиці Ежена Шуллера, засновника L'Oréal.
Через свого батька він є правнуком рабина Роберта Маєрса (1898—1943), убитого в Освенцімі, і праправнуком рабина Жуля Бауера (1868—1931), директора Єврейської семінарії Франції.
Від матері католички та батька-єврея він та його молодший брат Ніколас, 1988 року народження, виховувалися в юдаїзмі.

## Зовнішнє посилання
- Офіційний сайт Exemplaire